# Borsippa

Borsippa (Sumerisch: Ba-ad-DUR-si-a-ab-ba = Badursiabba (hoorn van de zee), Akkadisch: 1) Barzipa, 2) Tintir IIkum-KI (Tweede Babylon), 3) Kinnir, Kinunir (plaats van de strijd); huidige Birs Nimrud-site, Irak) was een belangrijke Babylonische stad in Sumer, gebouwd aan beide zijden van een meer, ongeveer 17,7 km ten zuidwesten van Babylon, aan de oostelijke oever van de Eufraat. De archeologische vindplaats Borsippa heet nu Birs Nimrud, vernoemd naar de mythische koning Nimrod. De ziggoerat, de zogenaamde "Taaltoren", die vandaag de dag een van de levendigste identificeerbare overgebleven ziggoerats is, wordt in de Talmoed en de Arabische cultuur geïdentificeerd met de Toren van Babel.
De lokale god was Nabu, van wie werd gezegd dat hij de "zoon" van Babylons stadsgod Marduk was, zoals gepast zou zijn voor Babylons ondergeschikte zusterstad.
De tempel van Nabu in Borsippa werd in 484 v.Chr. verwoest tijdens de onderdrukking van een opstand tegen de achaemenidische koning Xerxes I.

## Babylon en Borsippa
De ziggoerat van Birs Nimrud was gebouwd of hersteld door de Babylonische koning Nebukadnezar II (r. 605-562 v.Chr.) en droeg de naam E-ur-imim-an-ki (huis van de zeven afdelingen van hemel en aarde).
Een eerder Babylonisch koninkrijk was verwoest door de Assyriërs in 690 v.Chr. en Nebukadnezars vader, Nabopolassar vestigde een nieuwe dynastie en herstelde de stad Babylon. Volgens het verhaal, dat verteld wordt op Babylonische inscripties, droeg Nabopolassar zelf klei en bakstenen aan om de grote ziggoerat van Babylon te bouwen uit dank aan de god Mardoek voor het herstellen van de stad. De ziggoerat heette Etemenenanki (huis van de fundering van hemel en aarde). Nebukadnezar viel de taak toe deze bouw te voltooien. De ziggoerat had zeven 'terrassen' en een hoogte van ca. 295 voet. Deze ziggoerat in Babylon zou het verhaal van de 'Toren van Babel' hebben geïnspireerd. 
Nebukadnezar bouwde toen nog een ziggoerat in Birs Nimrud, waarvan een zijde aan de basis 270 voet lang was.
Volgens de Oostenrijkse archeologen van de Leopold-Franzens-Universität Innsbruck omvatte Nebukadnezars ziggoerat de ruïnes van een kleinere toren uit het tweede millennium v.Chr. Na voltooiing was het 70 meter hoog (tegenwoordig 52 meter) en had het net als de ziggoerat in Babylon zeven terrassen.

## Galerij

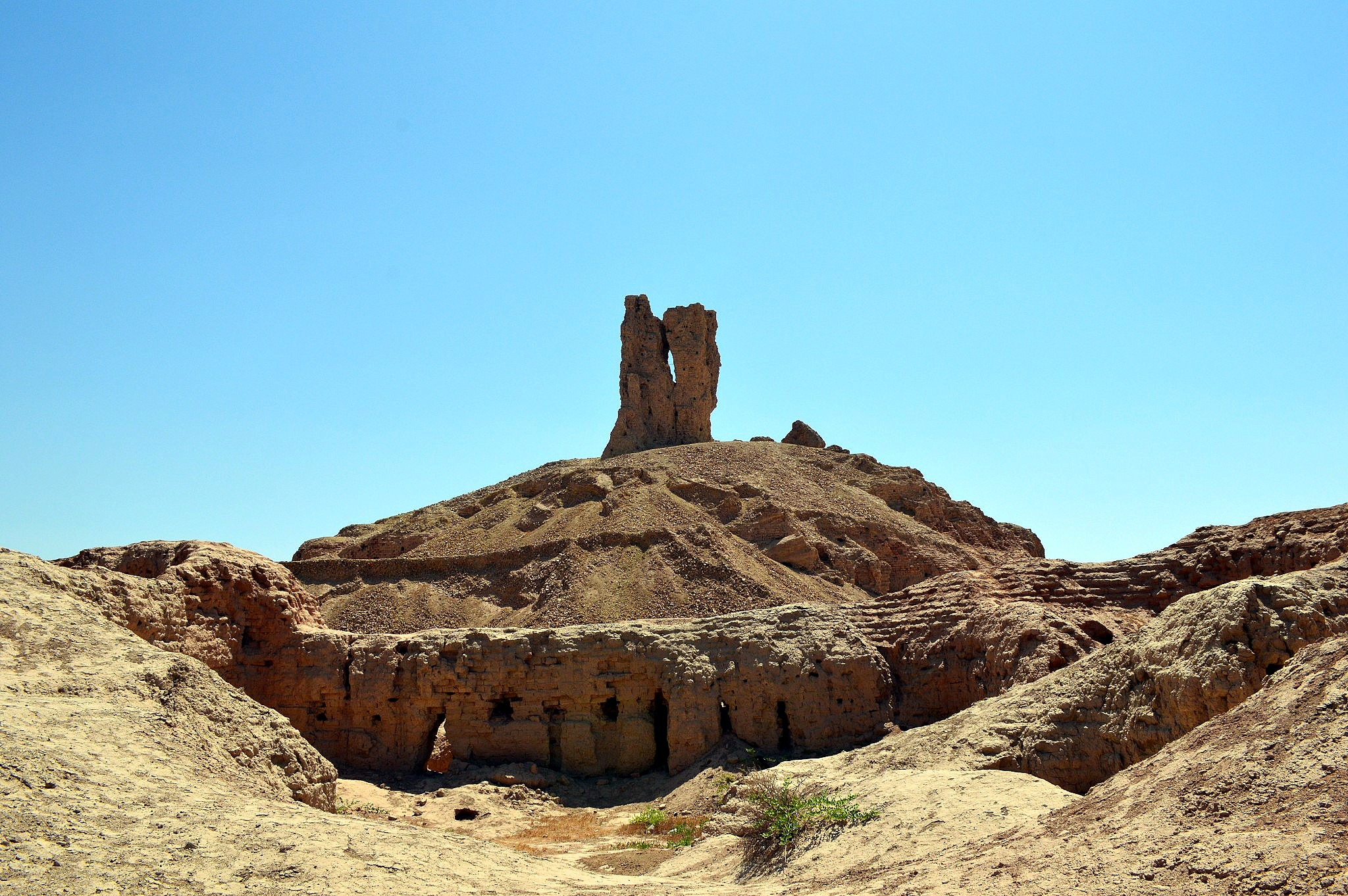
Ruïnes van de ziggoerat en de tempel van Nabu
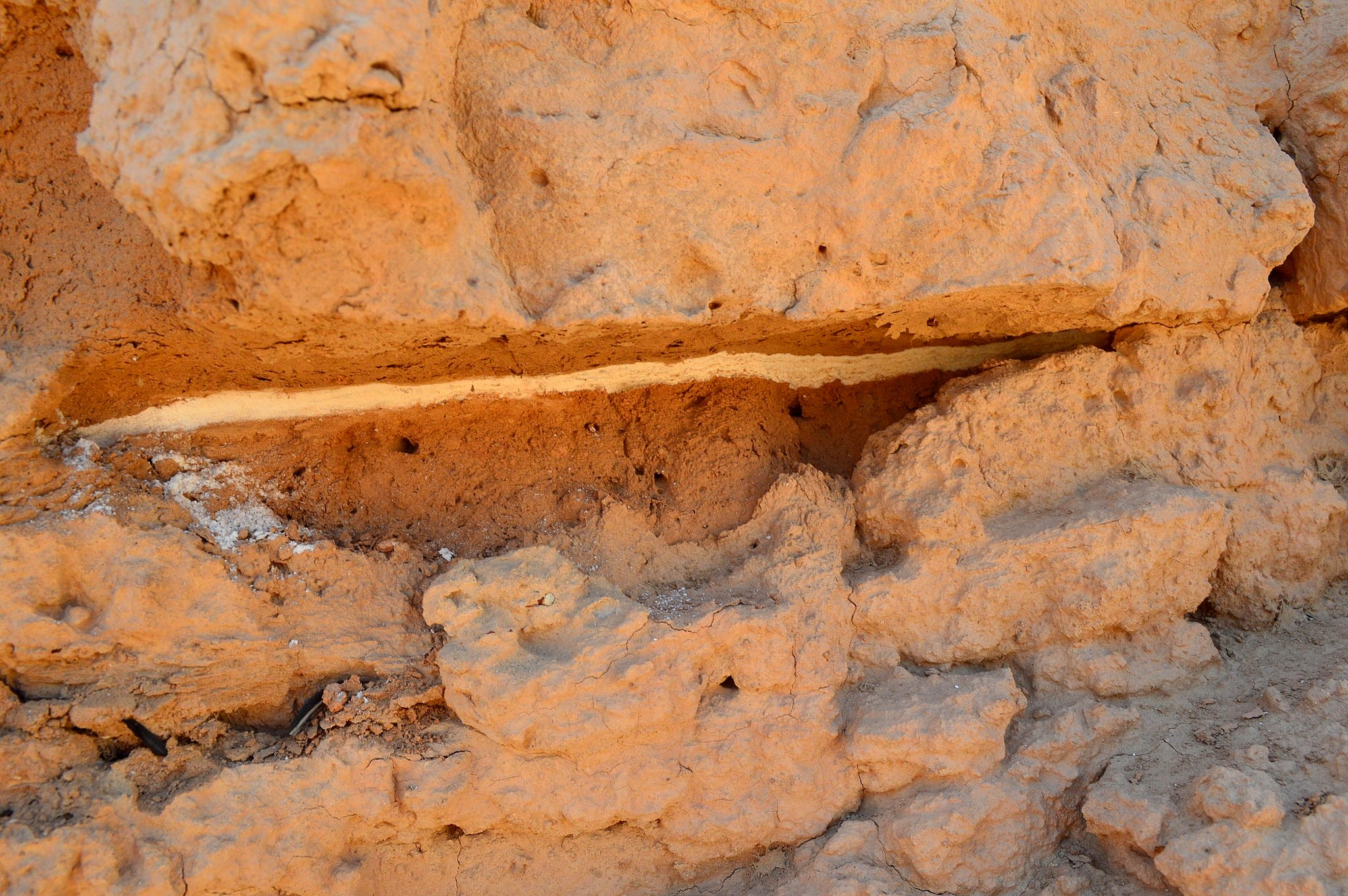
De originele oude pleister van gips tussen de bakstenen van klei
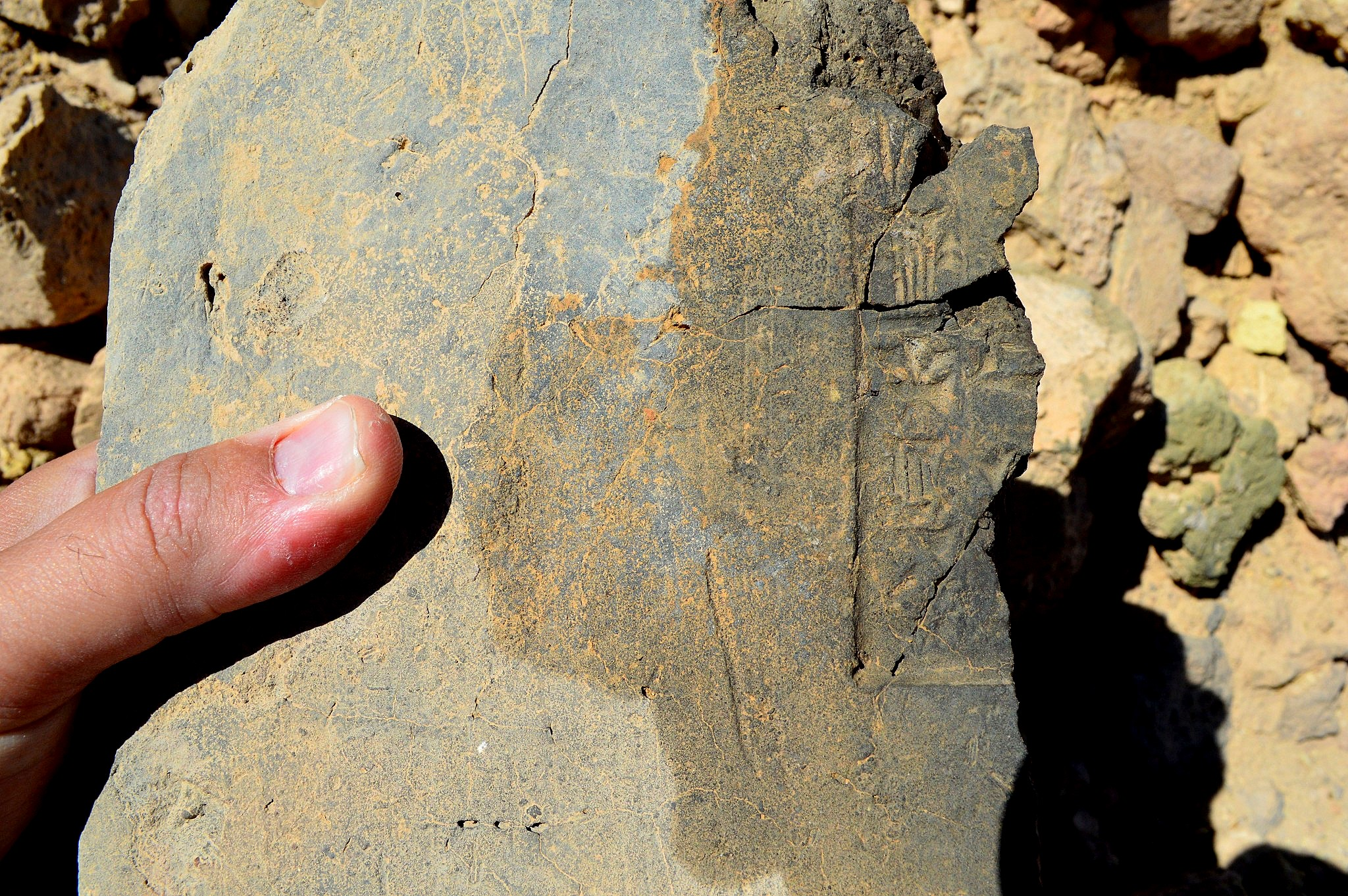
Baksteen van klei met stempel van de ziggoerat en tempel van Nabu
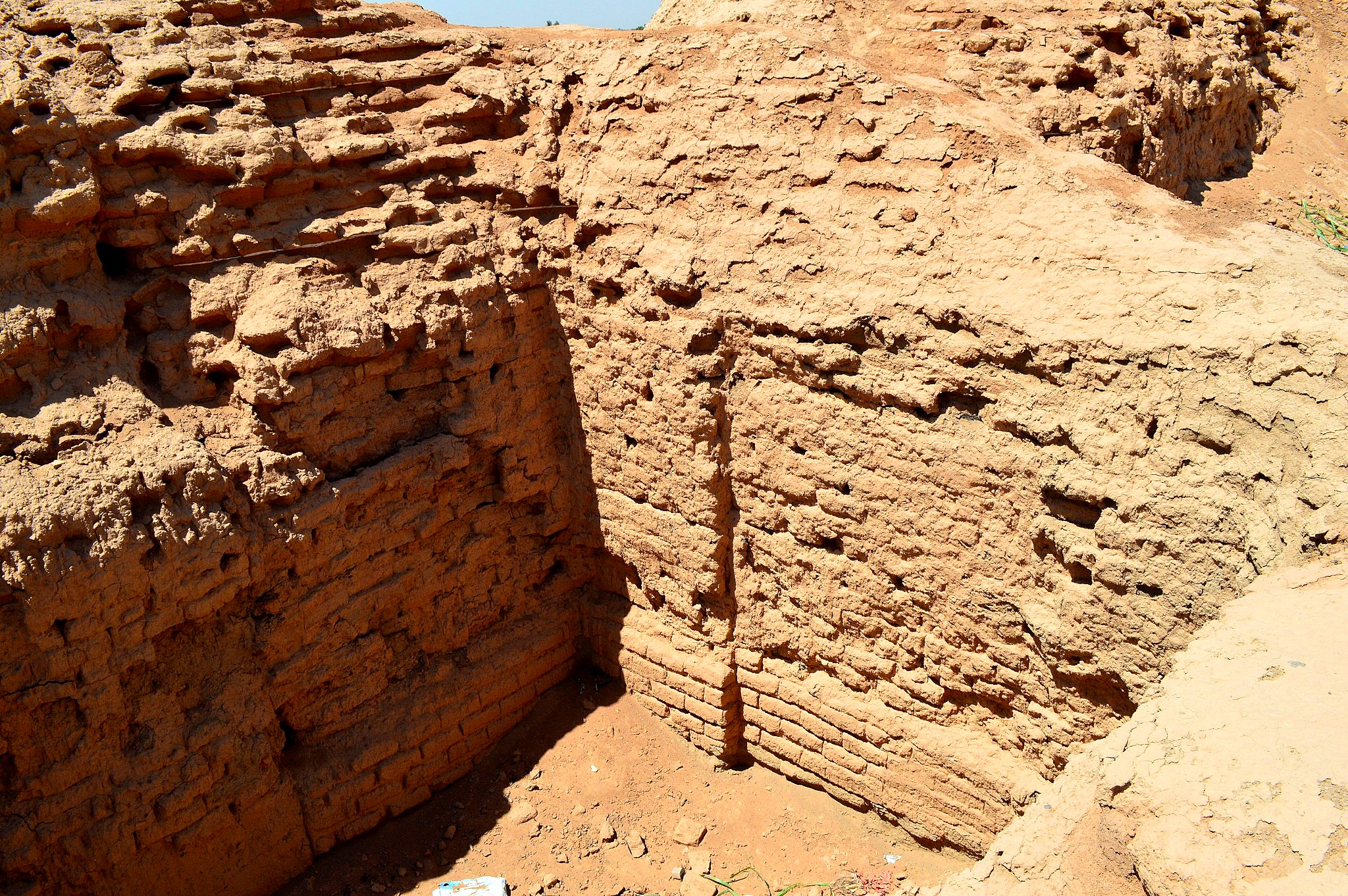
Ruïnes rond de ziggoerat en tempel van Nabu
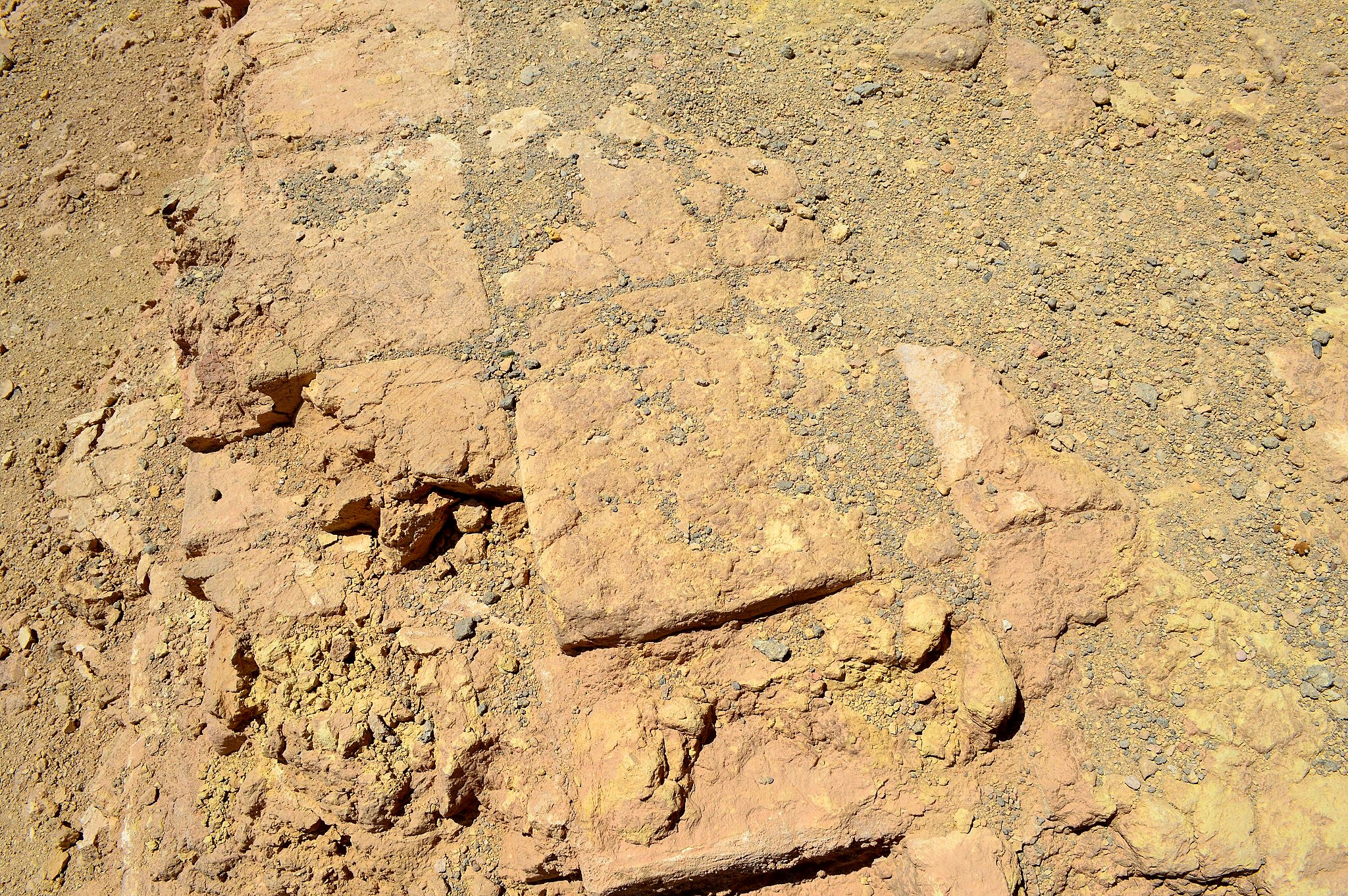
Originele tegels aan het oppervlak van de ziggoerat en tempel van Nabu
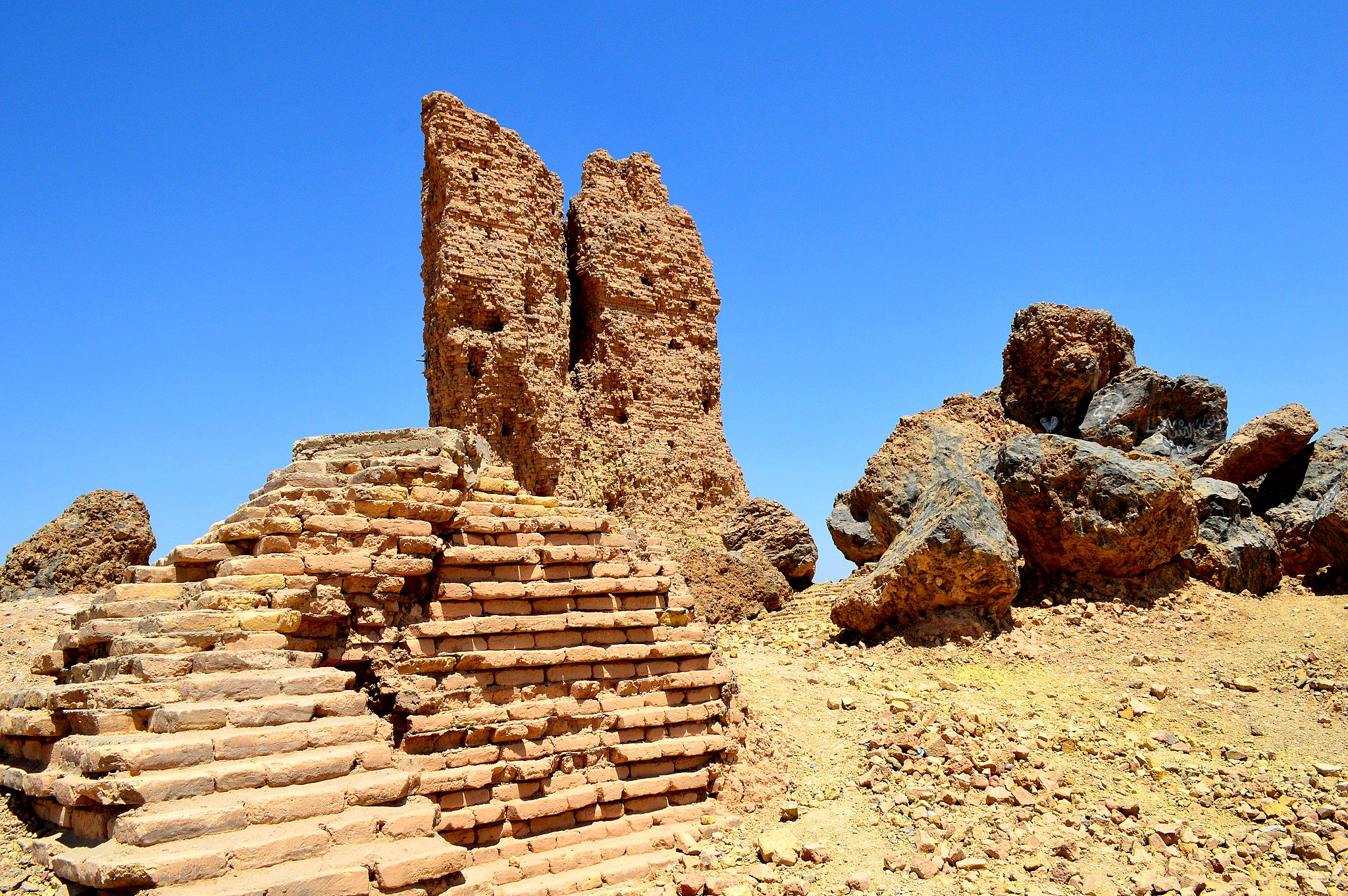
Het oppervlak van de ziggoerat en tempel van Nabu
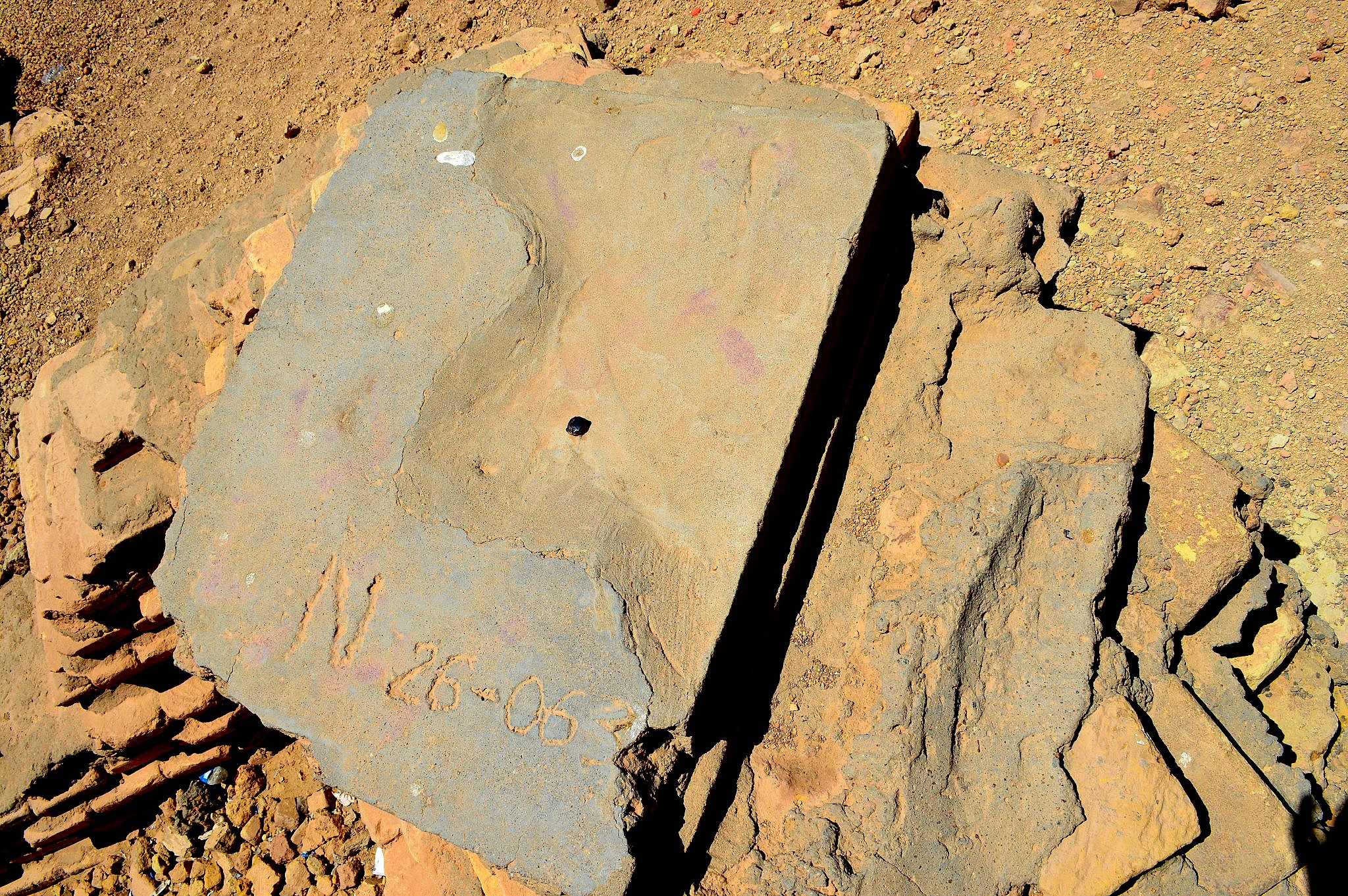
Modern cement dat de oude bakstenen bedekt
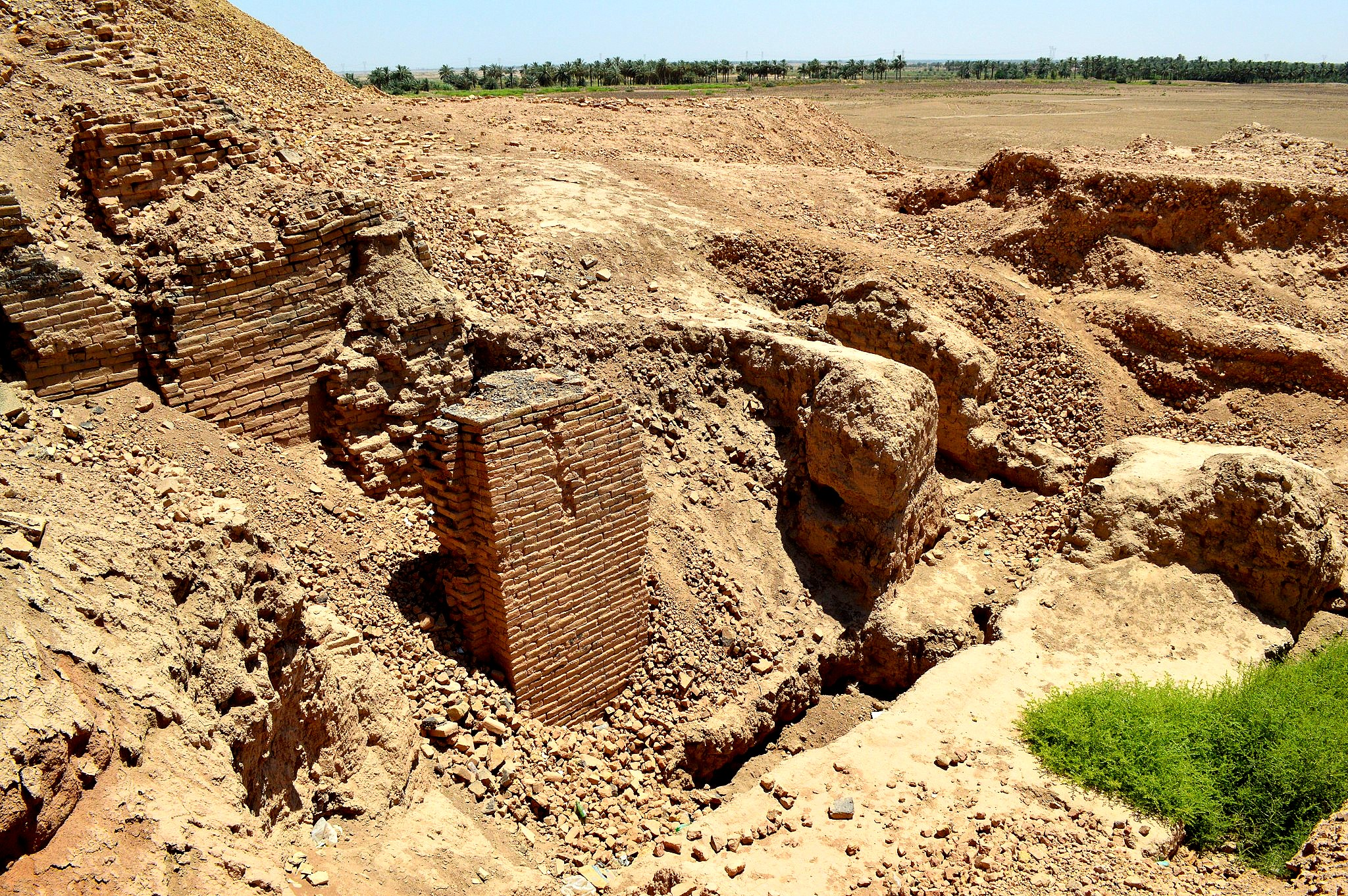
Ruïnes van het lagere gedeelte van de ziggoerat en tempel van Nabu
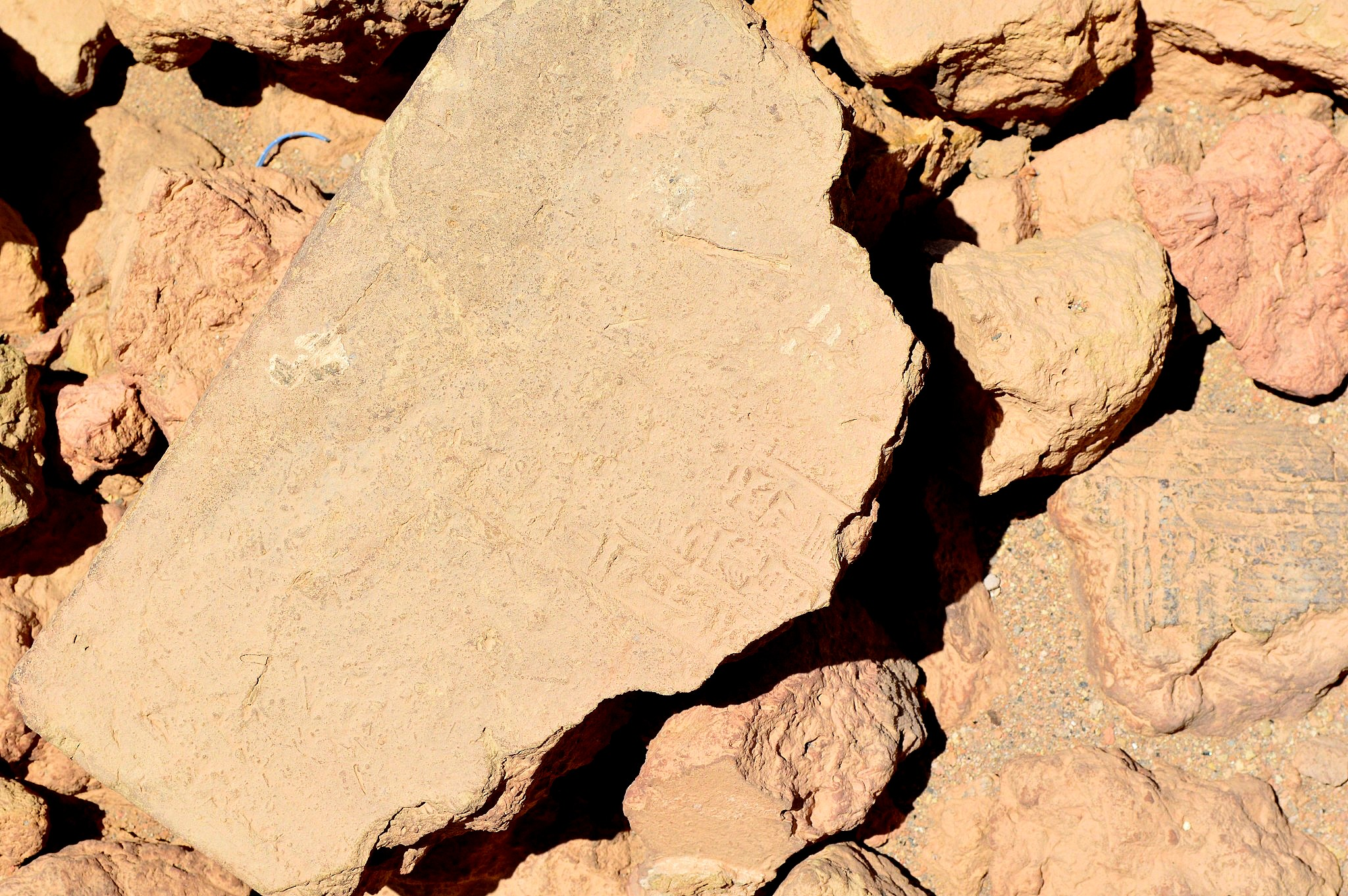
Baksteen van klei met stempel van de ziggoerat en tempel van Nabu
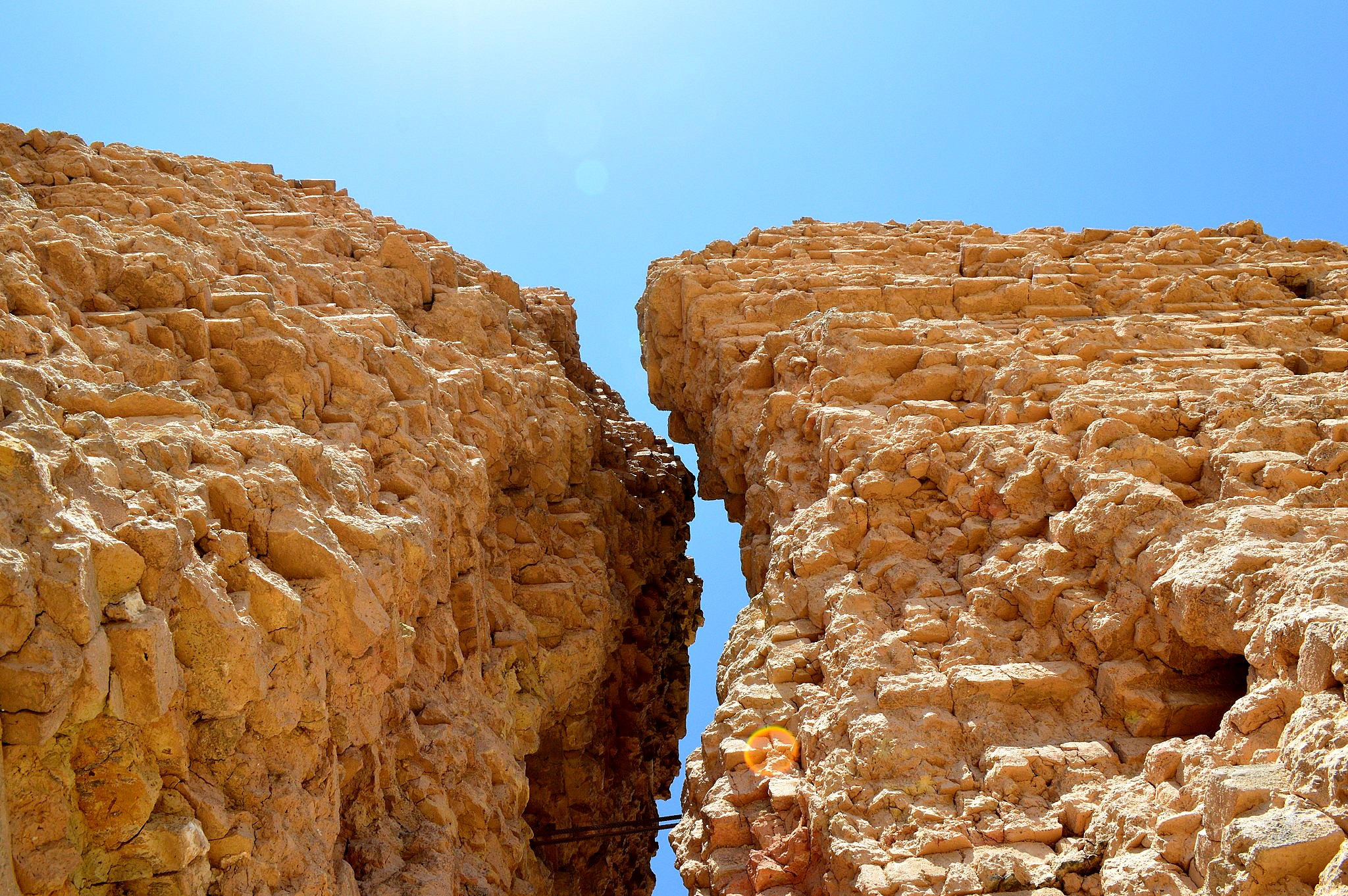
Het bovenste gedeelte van de 'Taaltoren' van de ziggoerat en tempel van Nabu
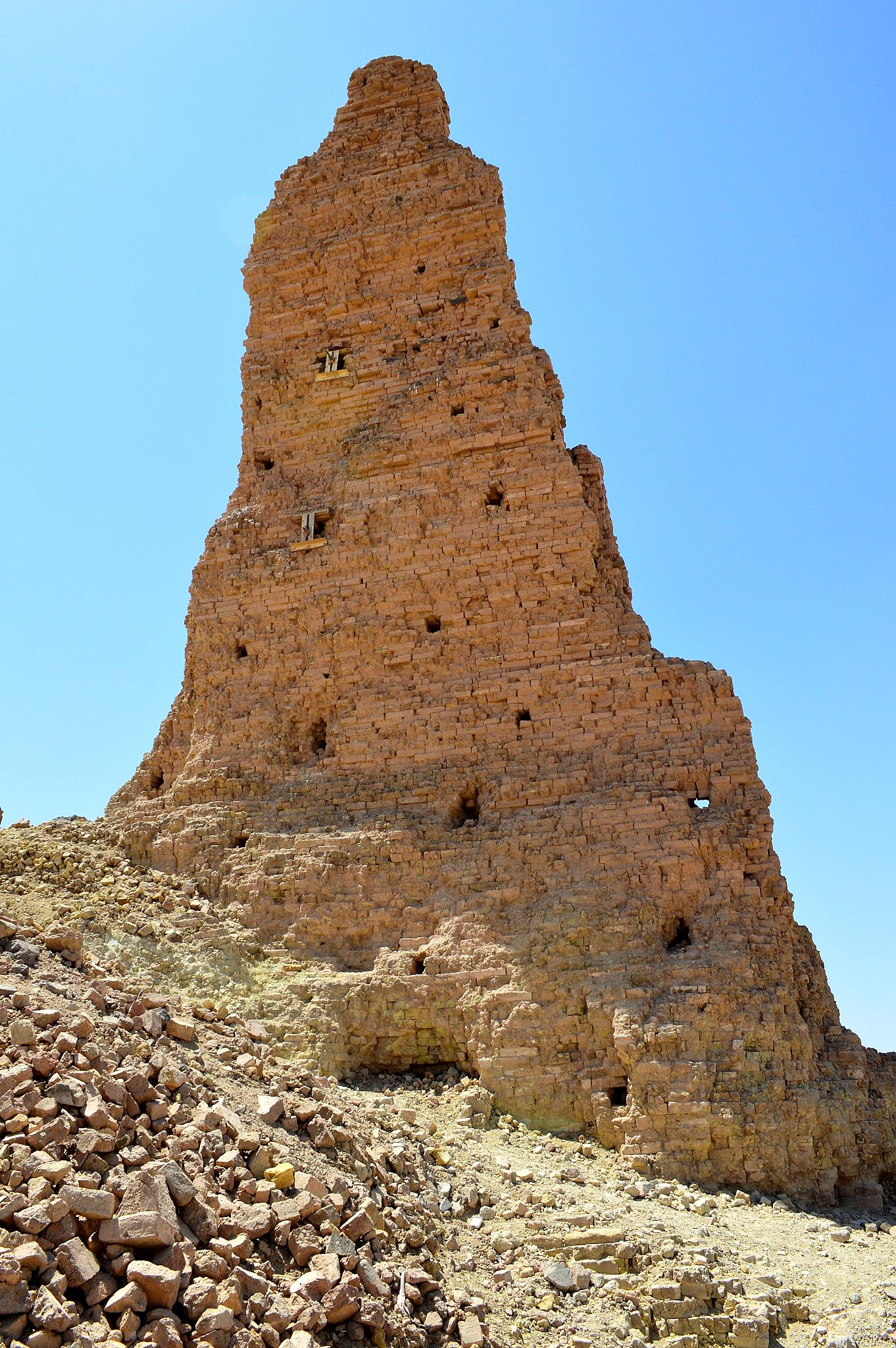
De ruïnes van de Taaltoren
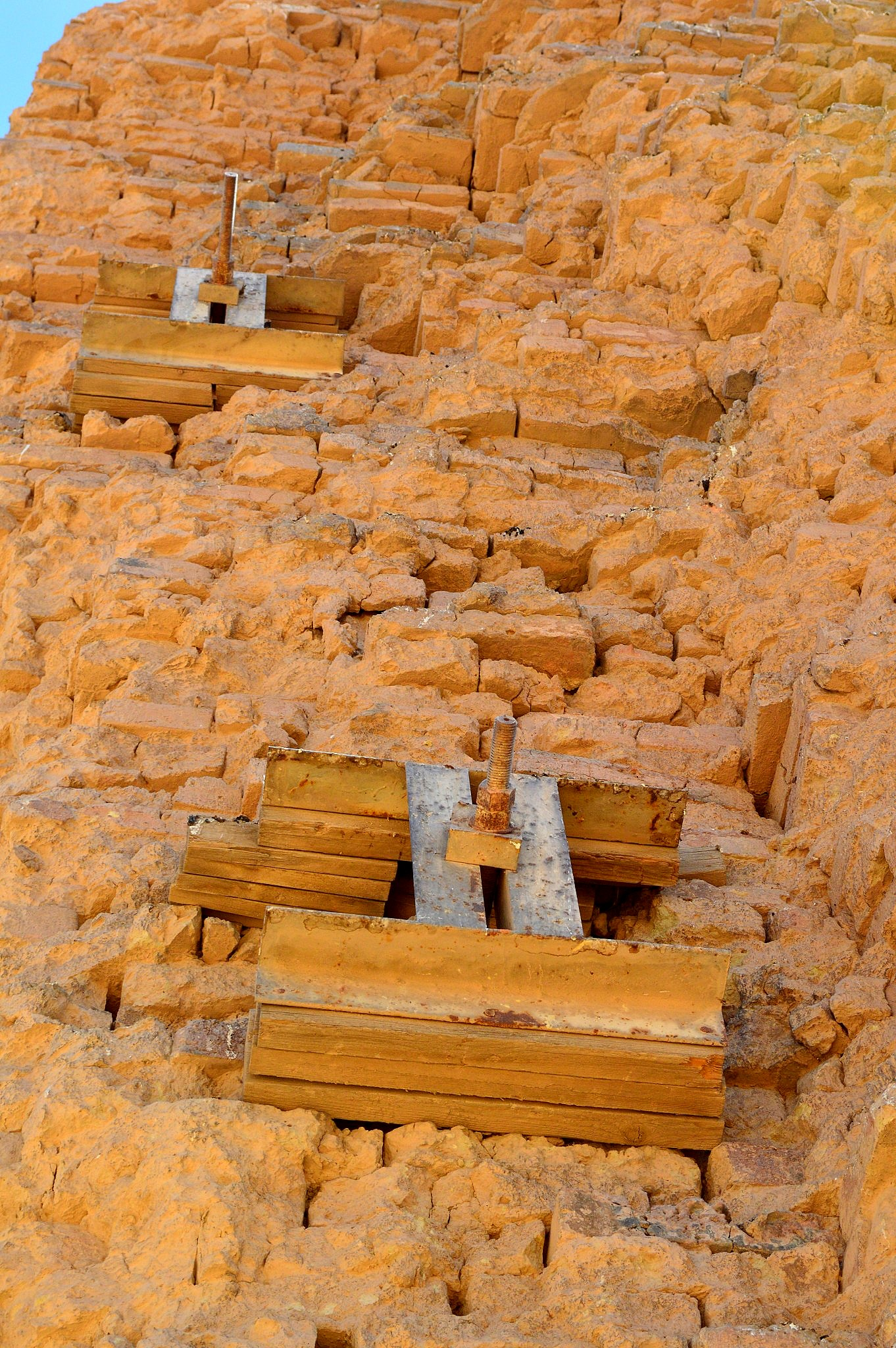
De ruïnes van de Taaltoren
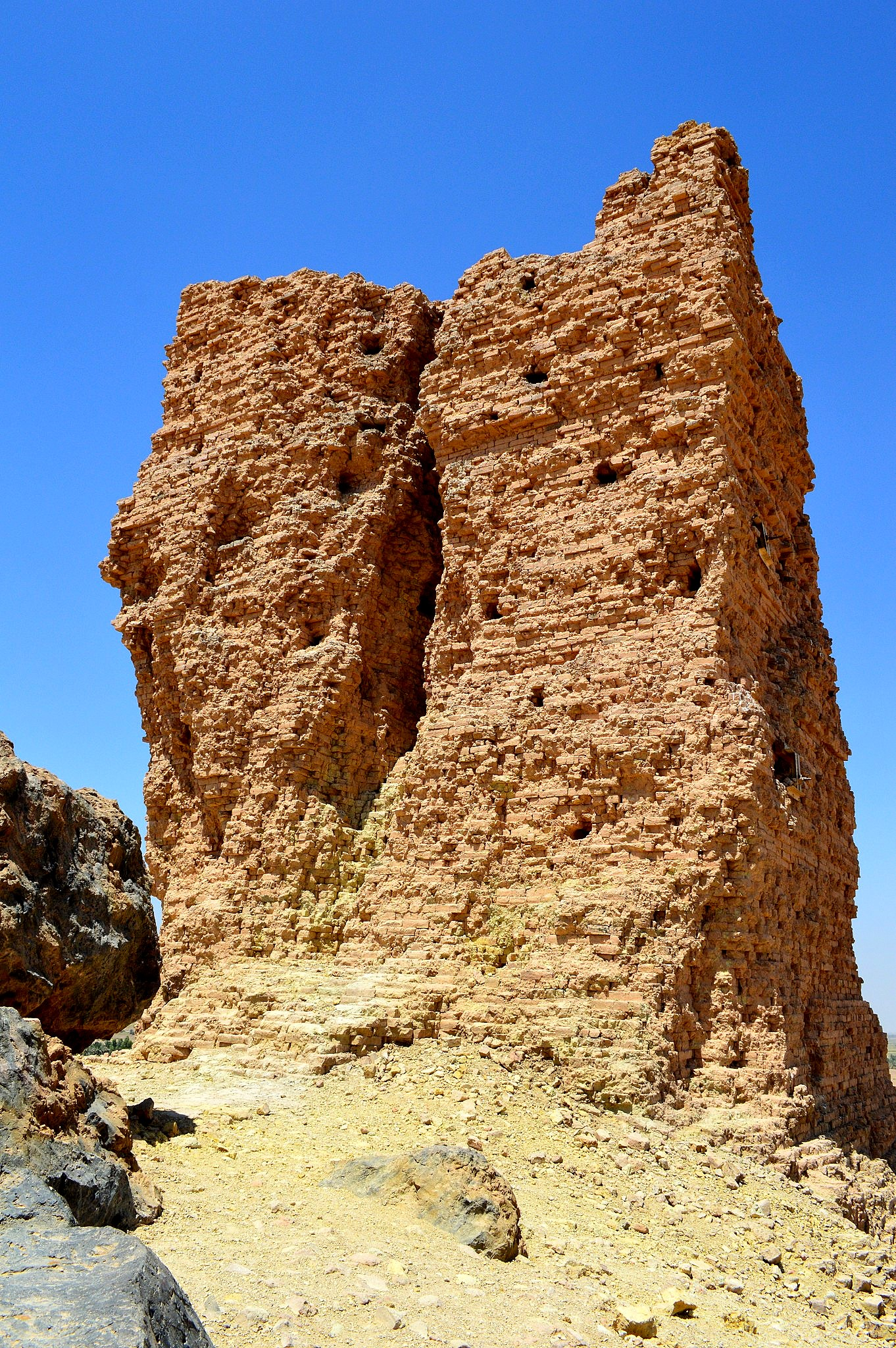
De ruïnes van de Taaltoren
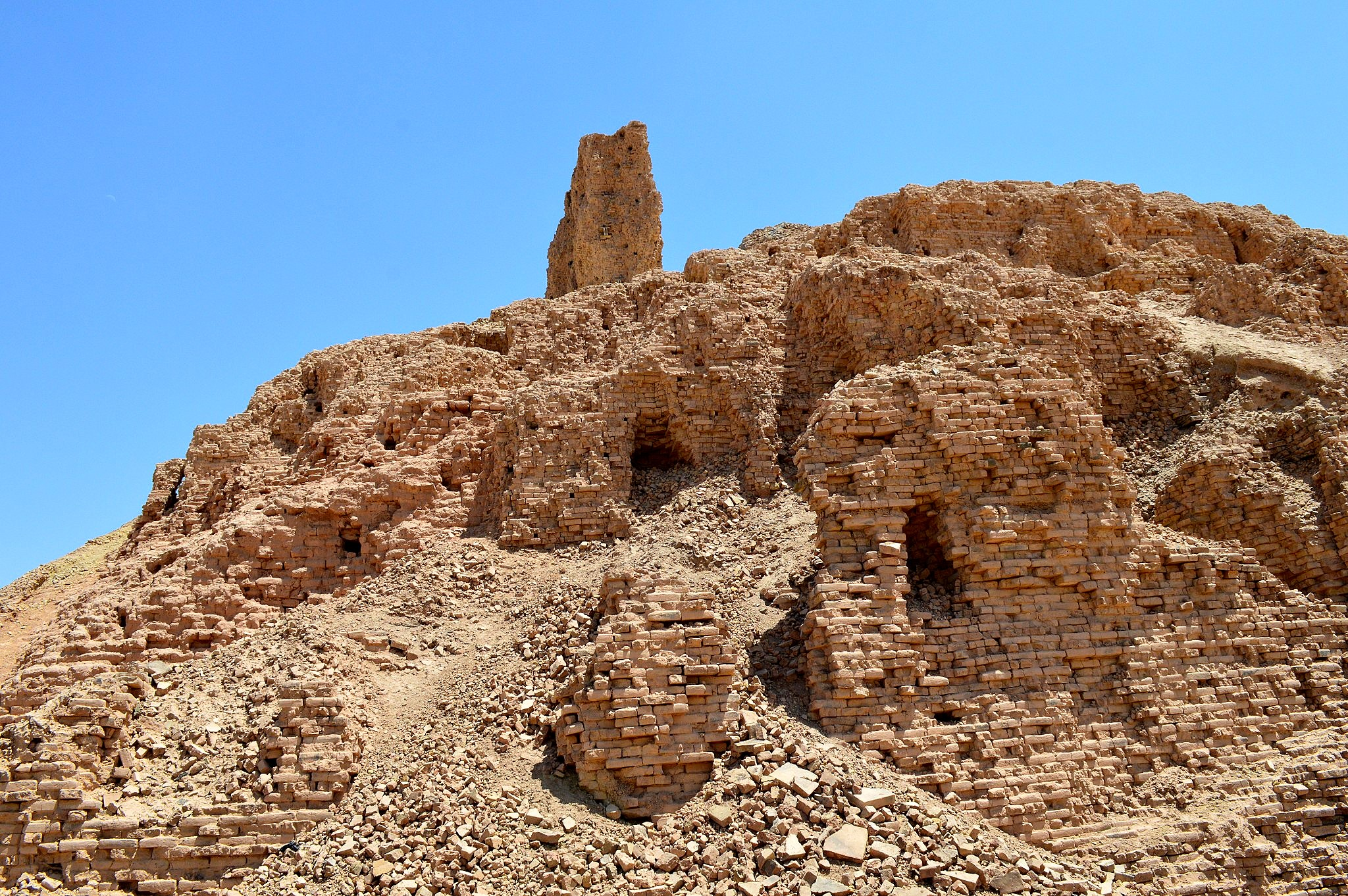
Ruïnes van de ziggoerat en tempel van Nabu
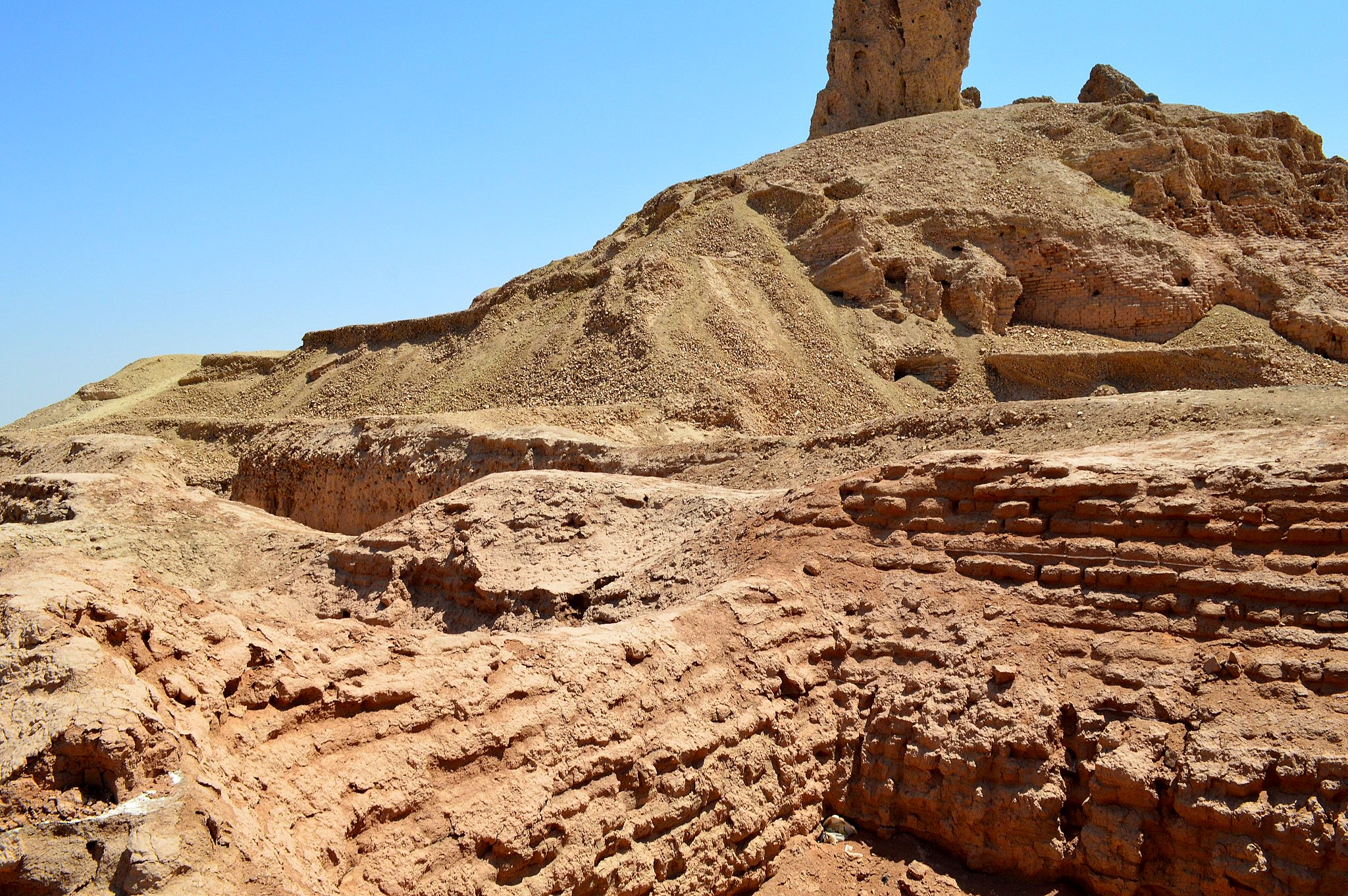
Ruïnes van de ziggoerat en tempel van Nabu

## Verder lezen
- W. Allinger-Csollich, Birs Nimrud I. Die Baukörper der Ziqqurat von Borsippa, ein Vorbericht, Berlijn, 1991, pp. 383-499.
- W. Allinger-Csollich, Birs Nimrud II. „Tieftempel“ – „Hochtempel“. Vergleichende Studien Borsippa-Babylon, Berlijn, 1998, pp. 95–330.
- D.-O. Edzard - e.a., art. Borsippa, in Reallexikon der Assyriologie und vorderasiatischen Archäologie II (1938), pp. 427-428
- R. Koldewey, Die Tempel von Babylon und Borsippa (WVDOG 15), Berlijn, 1911.